# Seymour Narrows
Le Seymour Narrows est une section de 5 km du passage Discovery en Colombie-Britannique connue pour ses forts courants de marée. 
La section commence à environ 18 km de l'extrémité sud du passage Discovery où elle pénètre dans le détroit de Géorgie près de Campbell River. Sur la majeure partie de la longueur du rétrécissement, le chenal mesure environ 750 mètres de large. A travers ce canal étroit, les courants peuvent atteindre 15 nœuds.

## Histoire
Le Seymour Narrows a été nommé en l'honneur du contre-amiral George Seymour qui a commandé la Pacific Station de 1844 à 1848:240.
Il a été décrit par le capitaine George Vancouver comme « l'une des étendues d'eau les plus viles du monde ». Même après la suppression de Ripple Rock, il reste un itinéraire difficile. En mars 1981, le cargo Star Philippine s'y échoue.